# Jigal Allon

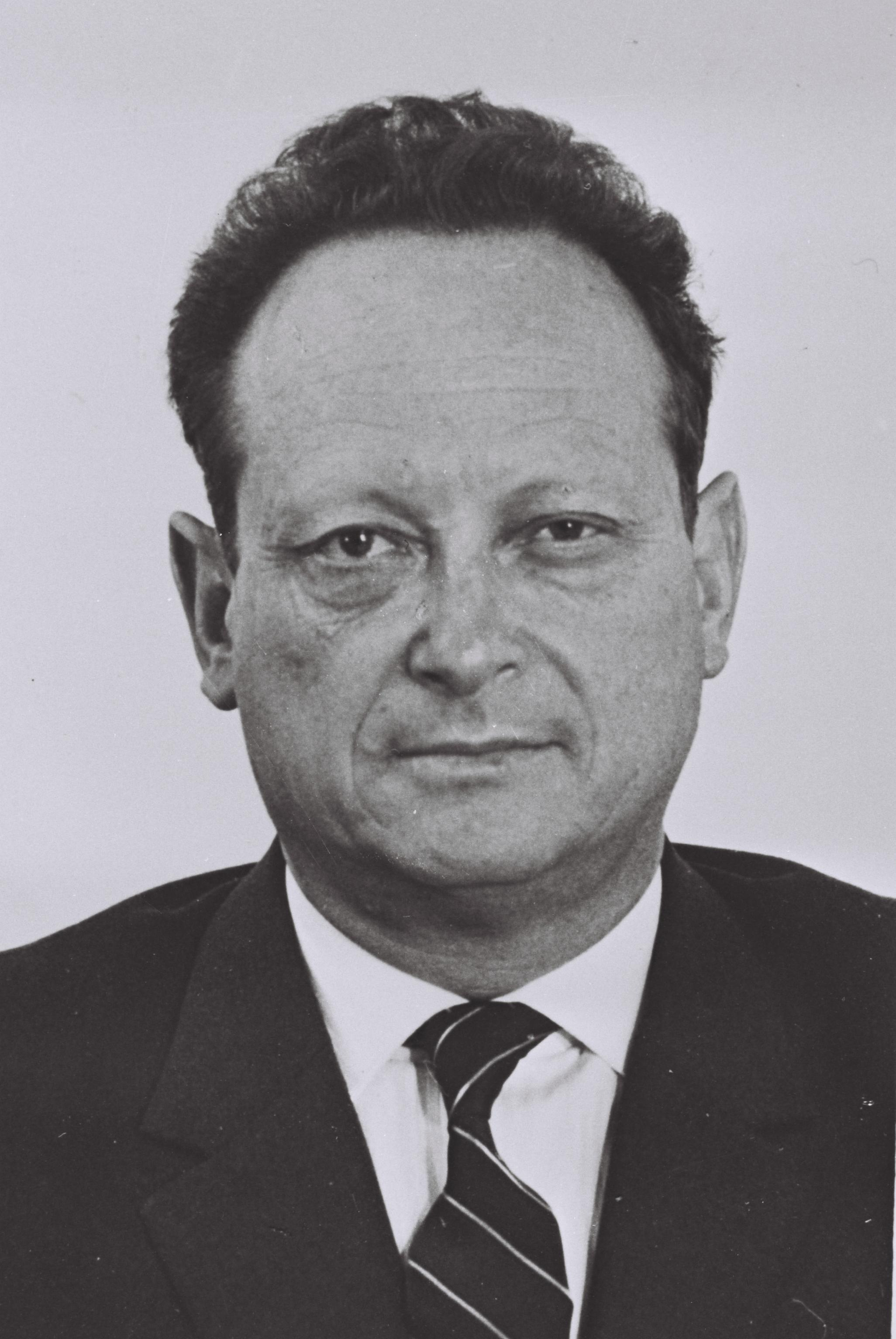
Jigal Allon (1969)

Jigʾal Allon (hebräisch יִגְאָל אַלּוֹן englisch Yigal Allon, geborener פַּיְקוֹביץ' Pajqōvītsch, russisch Пайкович; 10. Oktober 1918 in Kfar Tabor, Galiläa; gestorben 29. Februar 1980 in Afula) war ein israelischer General und ein Politiker der linkszionistischen Parteien Achdut haʿAvoda und ʿAvoda. Er war von 1955 bis zu seinem Tod Mitglied der Knesset, von 1968 bis 1977 stellvertretender Ministerpräsident und von 1974 bis 1977 Außenminister Israels. Nach ihm ist der Allon-Plan zur Aufteilung des Westjordanlandes (Westbank) benannt.

## Ausbildung und Militär
Jigʾal Allon war Mitglied des Kibbuz Ginnossar am See Genezareth und absolvierte die Kadoorie-Landwirtschaftsschule. Später studierte er an der Hebräischen Universität Jerusalem und am St Antony’s College der Universität Oxford (1960).

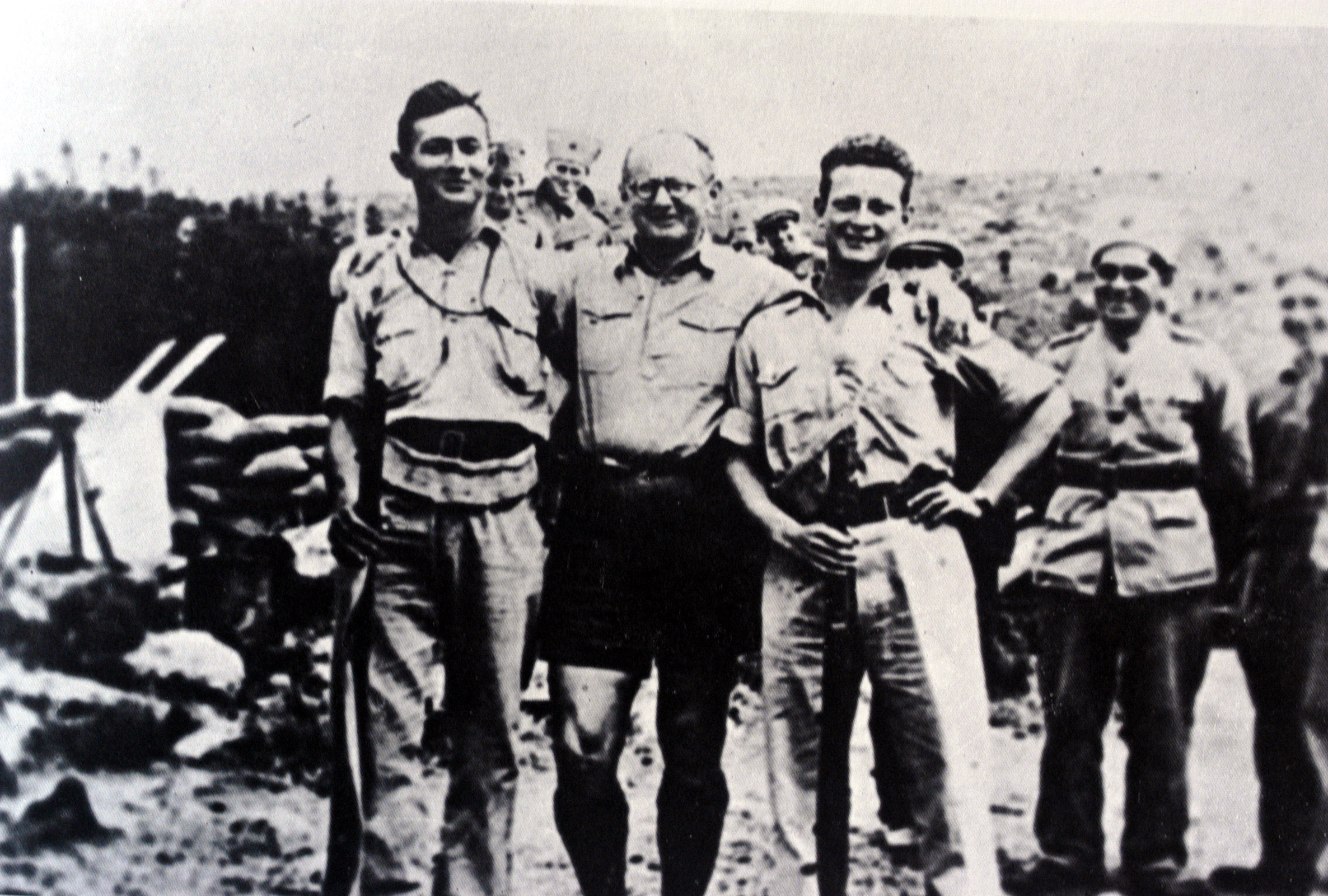
Allon mit Sadeh und Dajan in Chanita, 1938

Seine militärische Karriere begann er als Jugendlicher in der zionistischen Untergrundarmee Hagana. 1938 war er beim Aufbau und der Verteidigung der Turm-und-Palisaden-Siedlung Chanita, einem Mythos der jüdischen Widerstandskraft, beteiligt. Dort entstand auch ein berühmtes Foto mit Mosche Dajan und Jitzchak Sadeh. 1938 absolvierte er erfolgreich einen Sergeantlehrgang eines schottischen Regiments und er wurde Offizier bei der britisch finanzierten Jewish Settlement Police. Im Sommer 1939 war er an der Ermordung mehrerer unbeteiligter palästinensischer Bewohner Lubyas in Galiläa beteiligt. Die Dorfbewohner wurden in einer Racheaktion der Hagana von einer Spezialeinheit, der Allon angehörte, in ihren Häusern erschossen. In einem Artikel der Zeitung Davar hieß es, die Tat sei
»ein schrecklicher Mord, der bezeugt, dass die Täter die Fähigkeit zur Unterscheidung [Unschuldiger] verloren haben und ihnen jegliches menschliche Gefühl fehlt. ... Die Erinnerung an die Ereignisse in Lubya wird den zerstörerischen Tätern so wie all ihre anderen abscheulichen Taten, die dieser vorausgehen, auf ewig Schande bringen werden.«
Die Täter wurden in Davar jedoch nicht genannt.

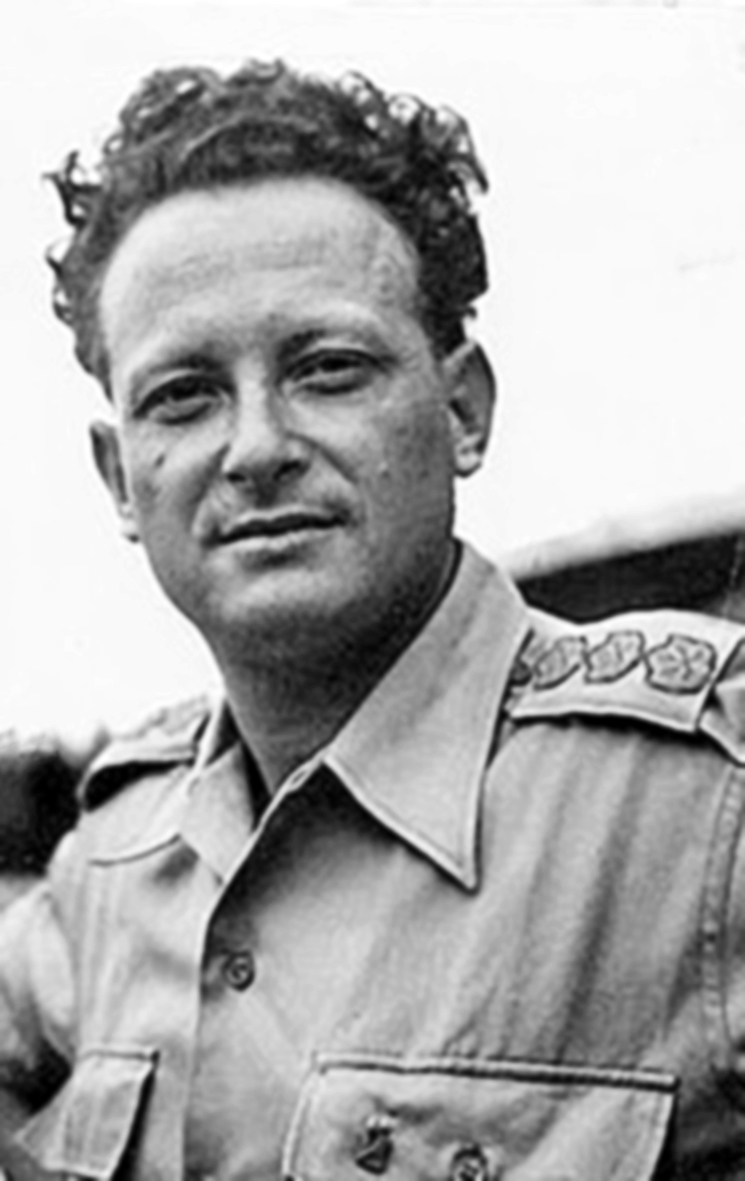
Jigal Allon um 1948

Allon diente im Feldkorps, wo er 1940 zum Regimentskommandeur aufstieg. Im Jahr darauf gehörte er zu den Gründern der Eliteeinheit Palmach, von 1943 bis 1945 war er deren stellvertretender Kommandeur, anschließend bis 1948 ihr Kommandeur. Im Zweiten Weltkrieg kämpfte er auf Seiten der British Army und nahm am Syrisch-Libanesischen Feldzug teil.
Nach der Gründung des Staates Israel 1948 trat er in die Israelischen Verteidigungsstreitkräfte (Zahal) als Generalmajor ein und kämpfte im Krieg um Israels Unabhängigkeit. Er führte im April 1948 die Operation Jiftach in Ost-Galiläa. In der Altalena-Affäre wurde er als Kommandeur der mit der Irgun verfeindeten Palmach vom israelischen Generalstab mit der Operation „Purge“ beauftragt, da der Kommandeur der Hagana fürchtete seine Soldaten könnten sich einem Angriffsbefehl gegen die Altalena widersetzen. Ben Gurion befahl ihm angeblich Menachem Begin zu fangen. Als Kommandeur und Stellvertreter des Generals David Marcus nahm er an der Eroberung von Ramla und Lod teil. Als Befehlshaber des südlichen Kommandos der Zahal führte er die Kampagne im Negev. Ende 1949 beendete er seine Militärkarriere.

## Politik
Jigʾal Allon trat der sozialistisch-zionistischen Partei Mapam bei. Als diese sich 1954 spaltete, gehörte er zum gemäßigten Flügel, der die Partei Achdut haʿAvoda – Poʿalei Zion bildete, und wurde deren Generalsekretär. 1955 wurde er in die Knesset gewählt. Die Achdut haʿAvoda gehörte ab 1965 dem Mitte-links-Bündnis HaMaʿarach an und ging 1968 in der neuen Arbeitspartei ʿAvoda auf. Bis zu seinem Tod 1980 gehörte Allon dem Parlament an.
Allon bekleidete zahlreiche Ministerposten: Arbeitsminister (1961–1968), Einwanderungsminister (1968–1969), Bildungsminister (1969–1974) und Außenminister (1974–1977). In den Regierungen von Levi Eschkol, Golda Meʾir und Jitzchak Rabin war er von 1968 bis 1977 stellvertretender Ministerpräsident, nach dem Tod Eschkols im Februar 1969 führte Allon für drei Wochen die Regierungsgeschäfte.
Er war ein langjähriger politischer Gegenspieler Mosche Dajans und ein Befürworter eines politischen Ausgleichs mit den Arabern. Mit seinem im November 1967 Friedensplan („Allon-Plan“) wollte er einen Ausgleich mit Jordanien erreichen, außerdem war Allon 1979 an dem Friedensvertrag mit Ägypten beteiligt.
Beerdigt wurde Allon am 3. März 1980 an seinem Wohnort, dem Kibbuz Ginnossar am See Genezareth. Dort befindet sich seit 1987 das Yigal Allon Museum and Educational Center.

## Veröffentlichungen
- My Father’s House.: Recollections by Israel's Former Foreign Minister. Autobiographie. W. W. Norton, 1976 (englisch).
- Und David ergriff die Schleuder. Geburt und Werden der Armee Israels. Colloquium, Berlin 1971, ISBN 3-7678-0300-3.
- Shield of David. An Account of Israel's Defence Forces. Littlehampton Bookservice, 1970, ISBN 0-297-00133-7 (englisch).